# Glory Defined
Glory Defined — мини-альбом христианской рок-группы «Building 429», выпущенный в 2004 году. Диск был издан в поддержку третьего полноформатного альбома группы «Space in Between Us». EP ознаменовал дебют коллектива в качестве подписанного большим лейблом артиста и включил его первый хит — песню «Glory Defined».

## Список композиций
| №  | Название                              | Автор(ы)                            | Длительность |
| -- | ------------------------------------- | ----------------------------------- | ------------ |
| 1. | «Glory Defined»                       | Джим Купер, Кенни Лэмб, Джейсон Рой | 3:24         |
| 2. | «Show Me Love»                        | Джейсон Рой                         | 3:42         |
| 3. | «Free»                                | Джейсон Рой                         | 4:01         |
| 4. | «The Space In Between Us (Unplugged)» | Джим Купер, Джейсон Рой             | 4:11         |
| 5. | «All You Ask Of Me»                   | Джейсон Рой, Джейсон Ингрэм         | 3:54         |
| 6. | «Glory Defined (Alternate Version)»   | Джим Купер, Кенни Лэмб, Джейсон Рой | 3:31         |

## Награды
На 36-й церемонии вручения наград GMA Dove Award в 2005 году заглавный трек пластинки был номинирован в двух категориях: Песня года и Рок/современная запись года.

## Участники записи
| Building 429 - Джейсон Рой — ведущий вокал, гитара, фортепиано - Пол Боуден — гитары - Скотти Бишерз — бас-гитара - Майкл Андерсон — ударные | Производство - Джим Купер — продюсер - Блейн Баркус — A&R-директор Приглашённые музыканты: - Брент Миллиган - Джим Купер - Дэвид Аллан |

## Полезные ссылки
- Building 429 – Glory Defined на сайте Discogs